# Potentilla pseudosericea
Potentilla pseudosericea är en rosväxtart som beskrevs av Per Axel Rydberg. Potentilla pseudosericea ingår i Fingerörtssläktet som ingår i familjen rosväxter. Utöver nominatformen finns också underarten P. p. grandiflora.